# Regiunea Dnepropetrovsk
Regiunea Dnepropetrovsk sau Dnipropetrovsk (în ucraineană Дніпропетровська область, transliterat: Dnipropetrovska oblast) este o regiune din Ucraina. Capitala sa este orașul Dnipro.
Numele regiunii provine de la vechiul nume din perioada comunistă al orașului de reședință. Acesta, împreună cu raionul înconjurător, a fost redenumit în 2016, dar regiunea nu și-a putut schimba și ea numele, deoarece denumirile regiunilor Ucrainei sunt înscrise în Constituție, iar schimbarea numelui regiunii implică procesul mai complicat de modificare a Constituției.

## Demografie
Componența lingvistică a regiunii Dnipropetrovsk
     Ucraineană (67%)
     Rusă (31,91%)
     Alte limbi (0,34%)
Conform recensământului din 2001, majoritatea populației regiunii Dnipropetrovsk era vorbitoare de ucraineană (67%), existând în minoritate și vorbitori de rusă (31,91%).